# Grafite (arqueologia)

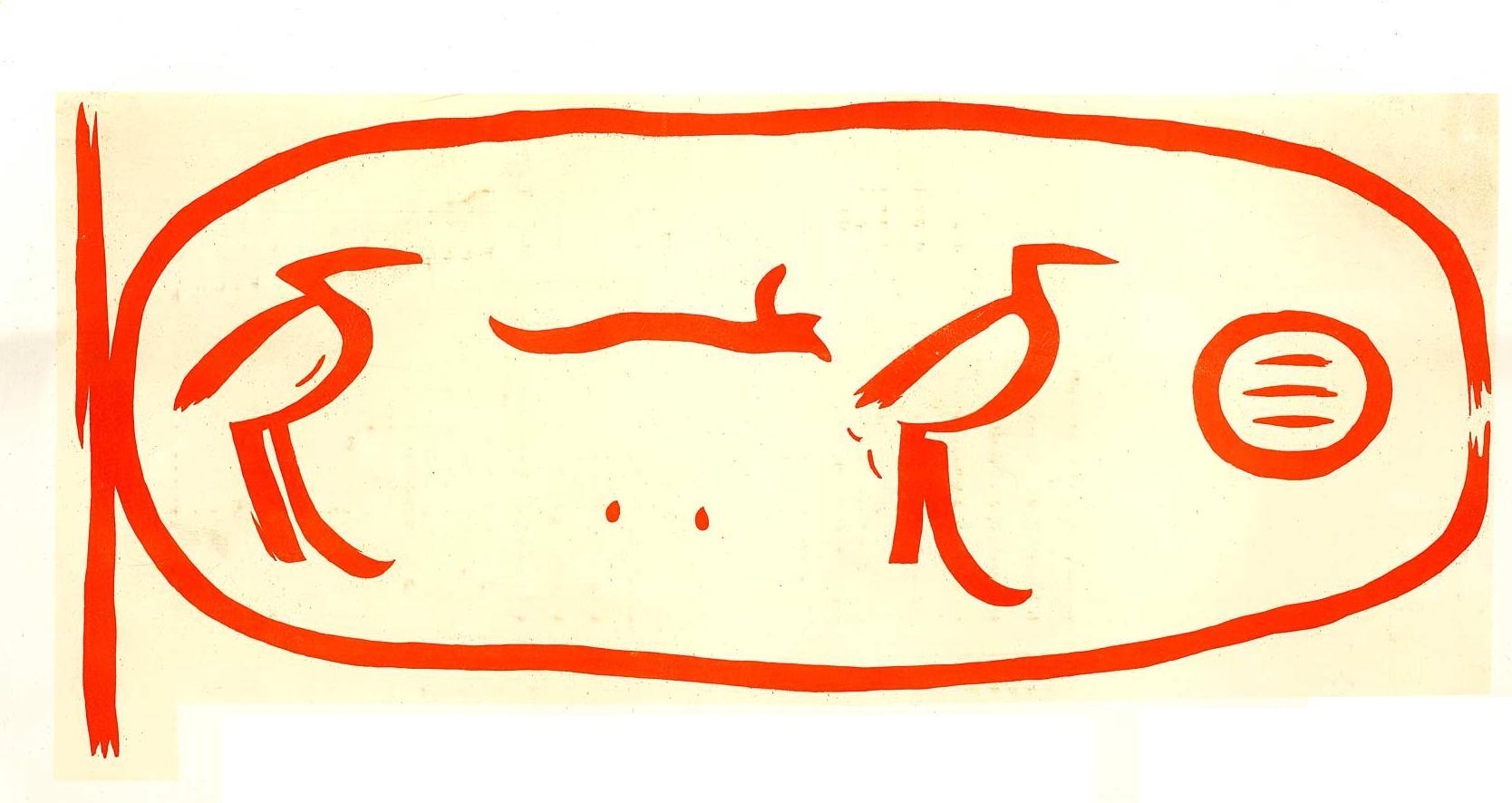
Cartucho do faraó Quéfren grafitado em sua pirâmide

Grafite (português brasileiro) ou Grafito (português europeu), na arqueologia, é um termo geral para os escritos casuais, desenhos rudes e marcações em edifícios antigos, em distinção das escritas mais formais ou deliberadas chamadas inscrições. Estes "grafites", ou arranhados em pedra ou gesso por um instrumento afiado como um unha, ou, mais raramente, escrito em giz vermelho ou carvão preto, são encontrados em grande abundância, por exemplo, nos monumentos do Antigo Egito. Os mais conhecidos são aqueles em Pompeia, catacumbas e outros lugares de Roma.